# Erlöserkirche (Boffzen)

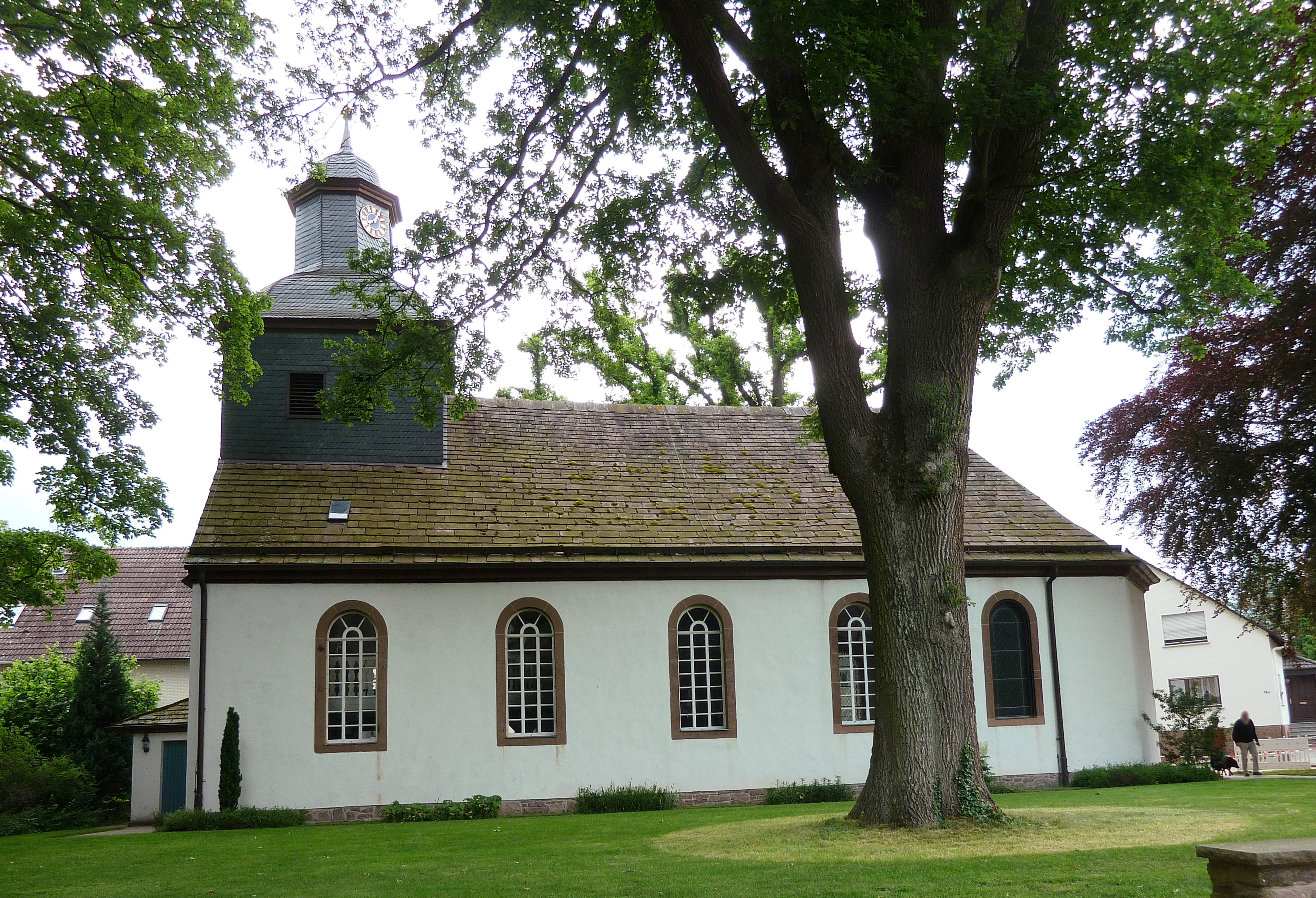
Erlöserkirche Boffzen

Die Erlöserkirche ist ein evangelisch-lutherisches Kirchengebäude in Boffzen, einer Gemeinde im Landkreis Holzminden in Niedersachsen. Den Namen Erlöserkirche führt sie seit 1986. Die Kirchengemeinde gehört zum Kirchenkreis Holzminden-Bodenwerder im Sprengel Hildesheim-Göttingen der Evangelisch-lutherischen Landeskirche Hannovers.

## Geschichte
Die von der Abtei Corvey gegründete Pfarrkirche ist erstmals für das Jahr 1231 belegt. In kirchlicher Hinsicht unterstand sie dem Archidiakonat Höxter in der Diözese Paderborn. 1542 wurde mit der Besetzung des Fürstentums Braunschweig-Wolfenbüttel durch die Truppen des Schmalkaldischen Bundes zunächst die Reformation eingeführt, mit der Rückkehr des katholisch verbliebenen Herzog Heinrichs des Jüngeren 1547 aber wieder rückgängig gemacht und erst 1568 mit dem Regierungsantritt seines Sohnes, Herzog Julius, endgültig durchgesetzt. Die im Dreißigjährigen Krieg 1646 verwüstete mittelalterliche Kirche wurde 1730 wegen Baufälligkeit abgebrochen und bis 1737 durch den bestehenden Neubau ersetzt. 1899 entstand als Filialgemeinde von Boffzen die Christuskirche im benachbarten Fürstenberg.

## Architektur
Die im Stil des Weserbarock errichtete Boffzener Pfarrkirche stellt eine fünfachsige Saalkirche mit polygonalem Chorschluss und einem verschieferten Giebeldachreiter mit Haubenabschluss dar, die Dachdeckung besteht aus Sollingplatten. Im Zuge einer durchgreifenden Restaurierung der Kirche um 1880 wurden die bis dahin rechteckigen Fenster rundbogig umgestaltet. Der Kirchenraum wird von einer in den Dachraum reichenden verbretterten Tonnenwölbung geschlossen. Die Kirche besitzt vor dem Sakristeieinbau des Polygons einen 1736 vom Kriegs- und Domänenrat Redecker in Vlotho gestifteten barocken Kanzelaltar. 

## Orgel
1748 erhielt die Erlöserkirche durch die Orgelbauer Johann Christoph und Johann Heinrich Kohlen aus Gottsbüren eine erste Orgel von acht Registern, die auf der Empore hinter der Kanzel aufgestellt war. Um 1820 wurde sie durch den Orgelbauer Anton Rode aus Lüchtringen um ein Pedal erweitert und auf eine neuerrichtete Empore gegenüber der Kanzel verlegt. Um 1850 erfolgte durch Balthasar Conrad Euler aus Hofgeismar ein Ausbau auf zwölf Register, 1956/1958 ein Teilneubau in neuem Gehäuse unter Verwendung älterer Teile durch die Gebrüder Euler mit zwanzig Registern auf zwei Manualen und Pedal. 2002 erfolgte ein Neubau als Schleifladenorgel in barockisierendem fünfteiligem Prospekt durch die Firma Elmar Krawinkel aus Deisel unter Übernahme der Hauptwerkswindlade und einiger Register der Orgel von 1850. Das Instrument hat seither die folgende Disposition:
| I Hauptwerk C–f3 |            |       |
| 1.               | Prinzipal  | 8′    |
| 2.               | Fernflöte  | 8′    |
| 3.               | Gedact     | 8′    |
| 4.               | Salicional | 8′    |
| 5.               | Octave     | 4′    |
| 6.               | Rohrflöte  | 4′    |
| 7.               | Octave     | 2′    |
| 8.               | Mixtur IV  | 1 ⁄3′ |
|                  | Tremulant  |       |

| II Nebenwerk C–f3 |            |        |
| 09.               | Bordun     | 8′     |
| 10.               | Gamba      | 8′     |
| 11.               | Offenflöte | 8′     |
| 12.               | Gemshorn   | 4′     |
| 12.               | Hohlflöte  | 4′     |
| 13.               | Nasard     | 3′     |
| 14.               | Terz       | 1 3⁄5′ |
| 15.               | Trompete   | 8′     |
|                   | Tremulant  |        |

| Pedal C–f1 |           |     |
| 16.        | Subbaß    | 16′ |
| 17.        | Oktavbass | 08′ |
| 18.        | Oktave    | 04′ |
| 19.        | Mixtur V  | 02′ |
| 20.        | Posaune   | 16′ |
| 21.        | Trompete  | 08′ |

* Koppeln: II/I, I/P

## Pfarrhaus

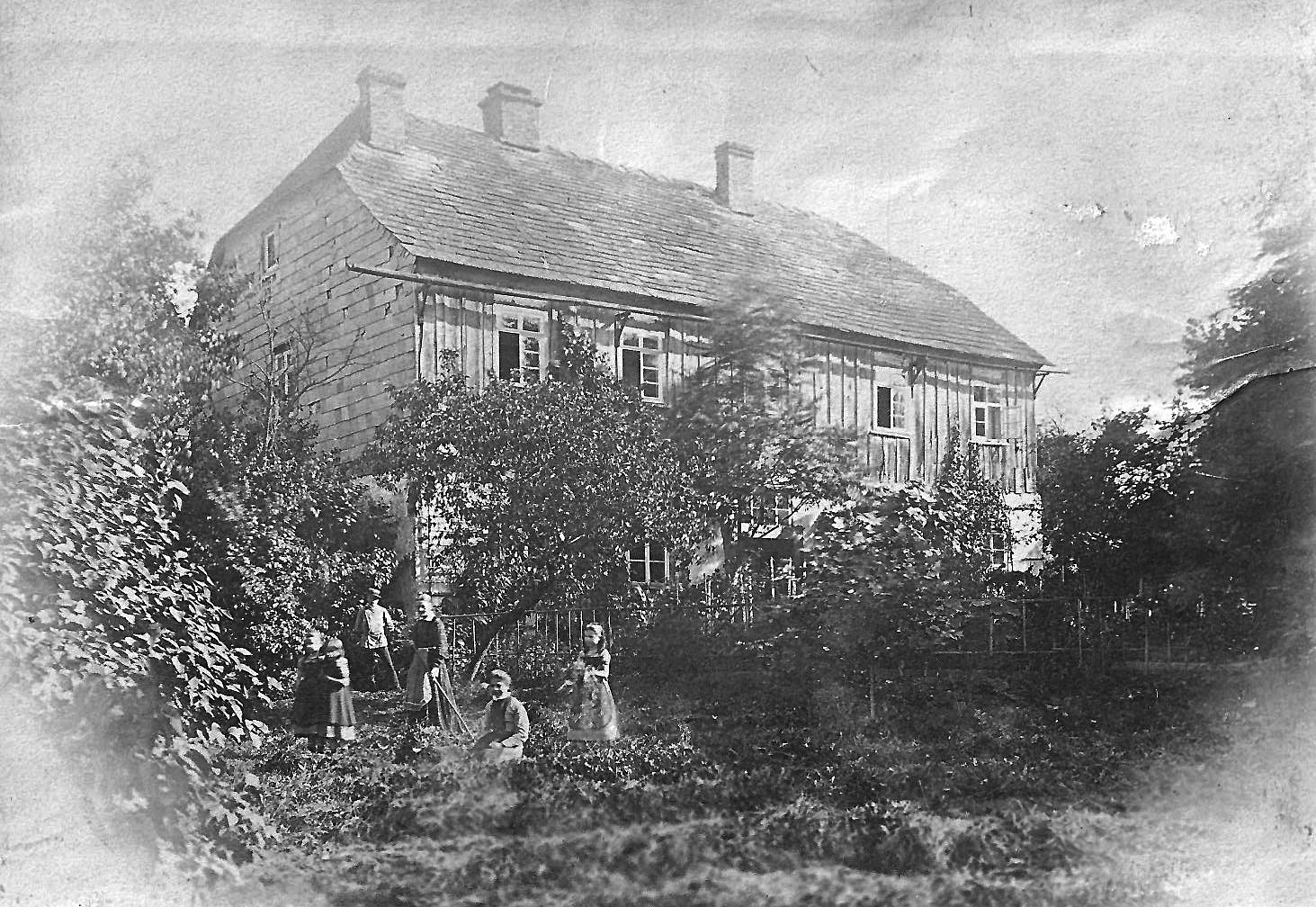
Altes Pfarrhaus um 1875, im Vordergrund die Familie des Pastors Ludwig Tappe

Entwurfszeichnung des Boffzener Pfarrhauses (1907)

Das Boffzener Pfarrhaus mit der Familie des (fiktiven) Pastors Gottlieb Holtnicker ist einer der Schauplätze in Wilhelm Raabes in der Zeit des Siebenjährigen Kriegs angesiedelten Roman Hastenbeck. Das 1646 niedergebrannte und anschließend neuerrichtete Pfarrhaus wurde in seiner heutigen Form 1907 unter dem vor allem in der Jugendarbeit engagierten Pastor und späteren Pfarrer von St. Magni in Braunschweig, Emil Schomburg, mit finanzieller Unterstützung des örtlichen Glasproduzenten Noelle durch den bestehenden Bau ersetzt.